# Tiberio Guarente
Tiberio Guarente (ur. 1 listopada 1985) to włoski piłkarz występujący na pozycji środkowego pomocnika w hiszpańskim klubie Sevilla FC.

## Kariera klubowa
Guarente rozpoczął swoją karierę w Hellasie Werona. Od 2007 roku reprezentował barwy Atalanty BC. Latem 2009 roku podpisał nowy, pięcioletni kontrakt z Atalantą. 17 czerwca 2010 roku został kupiony przez hiszpańską Sevillę, z którą podpisał pięcioletni kontrakt.

## Kariera reprezentacyjna
W 2008 roku wraz z reprezentacją Włoch wygrał Turniej w Tulonie.